# Diourbel (region)

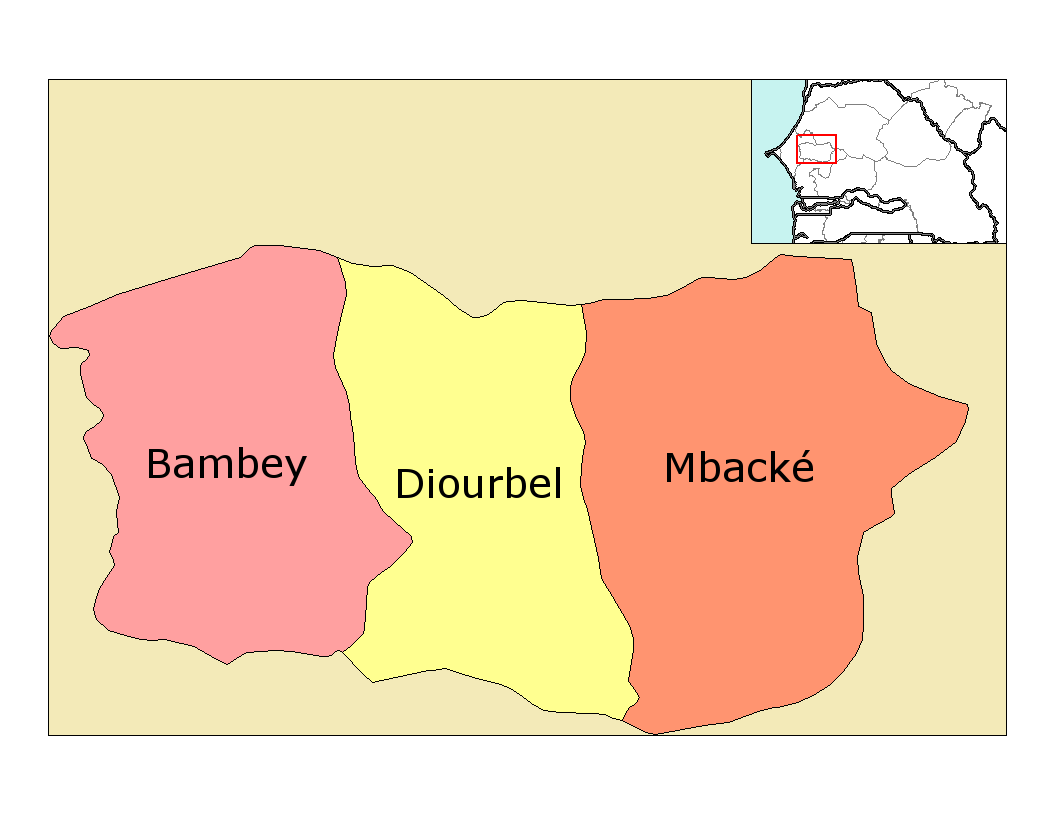
Departementen i regionen.

Diourbel är en region i Senegal som är belägen öster om regionen Thiès och huvudstaden Dakar. Den beräknades ha 1 591 593 invånare 2015, på en yta av 4 824 km². Den administrativa huvudorten är Diourbel. Andra stora städer är Mbacké och Senegals näst största stad, Touba. 
Området kallas även Bawol (Baol) efter ett tidigare kungadöme som ungefärligen motsvarar dagens Diourbel.

## Administrativ indelning
Regionen är indelad i tre departement (département) som i sin tur är indelade i kommuner (communes), arrondissement och rurala kommuner (communaute rurale).
Bambeys departement
- Kommun: Bambey
- Arrondissement: Baba-Garage, Lambaye, Ngoye

Diourbels departement
- Kommun: Diourbel
- Arrondissement: Ndindy, Ndoulo

Mbackés departement
- Kommun: Mbacké
- Arrondissement: Kael, Ndame, Taif

Notering: Touba ingår i distriktet Ndame